# Ratownictwo Wodne Rzeczpospolitej
Ratownictwo Wodne Rzeczpospolitej (RWR) – jedna z największych polskich organizacji zrzeszających ratowników wodnych. RWR istnieje jako organizacja od 17 maja 2004 roku. Otrzymując zgodę Ministra Spraw Wewnętrznych (decyzja nr DRiOL-NRGW-0272-11/2012, z dnia 17 października 2012 r.), stał się pełnoprawnym podmiotem do wykonywania ratownictwa wodnego.

## Oddziały
- Oddział RWR w Gliwicach
- Oddział RWR w Końskich
- Oddział RWR w Kutnie
- Oddział RWR w Mielcu
- Oddział RWR w Myślenicach
- Oddział RWR w Poznaniu
- Oddział RWR w Sieradzu
- Oddział RWR w Wolsztynie
- Oddział RWR we Włocławku
- Oddział RWR we Wrocławiu
- Oddział RWR w Zgorzelcu
- Oddział RWR w Chełmie
- RWR Zarząd Główny w Olsztynie

## Drużyny
- Drużyna RWR Morąg
- Drużyna RWR w Kaliszu
- Drużyna RWR w Swarzędzu